# Brăișoru
Brăișoru – wieś w Rumunii, w okręgu Kluż, w gminie Sâncraiu. W 2011 roku liczyła 97 mieszkańców.